# Барне
Барне (фр. Barnay) насеље је и општина у источном делу централне Француске у региону Бургундија-Франш-Конте, у департману Саона и Лоара која припада префектури Отен.
По подацима из 2011. године у општини је живело 112 становника, а густина насељености је износила 7,27 становника/km². Општина се простире на површини од 15,4 km². Налази се на средњој надморској висини од 346 метара (максималној 565 m, а минималној 317 m).

## Демографија
| 1962. | 1968. | 1975. | 1982. | 1990. | 1999. | 2011. |
| ----- | ----- | ----- | ----- | ----- | ----- | ----- |
| 167   | 169   | 155   | 124   | 126   | 114   | 112   |

График промене броја становника у току последњих година